# Belle Glade
Belle Glade és una població dels Estats Units a l'estat de Florida. Segons el cens del 2000 tenia 16.739 habitants.

## Demografia
Segons el cens del 2000, Belle Glade tenia 14.906 habitants, 4.854 habitatges, i 3.431 famílies. La densitat de població era de 1.237,7 habitants per km².
Dels 4.854 habitatges en un 39% hi vivien nens de menys de 18 anys, en un 40,9% hi vivien parelles casades, en un 22% dones solteres, i en un 29,3% no eren unitats familiars. En el 23,3% dels habitatges hi vivien persones soles el 6,1% de les quals corresponia a persones de 65 anys o més que vivien soles. El nombre mitjà de persones vivint en cada habitatge era de 3,04 i el nombre mitjà de persones que vivien en cada família era de 3,62.
Per edats la població es repartia de la següent manera: un 33,5% tenia menys de 18 anys, un 10% entre 18 i 24, un 27,1% entre 25 i 44, un 20,7% de 45 a 60 i un 8,7% 65 anys o més.
L'edat mitjana era de 30 anys. Per cada 100 dones de 18 o més anys hi havia 102,6 homes.
La renda mitjana per habitatge era de 22.715 $ i la renda mitjana per família de 26.756 $. Els homes tenien una renda mitjana de 26.232 $ mentre que les dones 21.410 $. La renda per capita de la població era d'11.159 $. Entorn del 28,5% de les famílies i el 32,9% de la població estaven per davall del llindar de pobresa.

## Poblacions més properes
El següent diagrama mostra les poblacions més properes.